# Сусуя
Сусуя́ — річка на острові Сахалін, тече через місто Южно-Сахалінськ. Спотворене айнське слово «сусунай». На українську мову перекладається як «річка, поросла тальніком».
Впадає в Охотське море
- Довжина 105 км

## Притоки
- Красносельська
- Бурєя
- Уюновка
- Рогатка
- Єланка
- Зима
- Хомутовка
- Христофорівка

| Росія | Це незавершена стаття з географії Росії. Ви можете допомогти проєкту, виправивши або дописавши її. |